# Orthosia ocularis
Orthosia ocularis là một loài bướm đêm trong họ Noctuidae.